# 榛東村耳飾り館
榛東村耳飾り館（しんとうむらみみかざりかん）は、群馬県北群馬郡榛東村大字山子田1912にある村立歴史博物館。
国の史跡・茅野遺跡の発掘調査成果と、耳飾りなどの出土遺物を紹介する。キャッチコピーは『世界ではじめての耳飾り専門館』。

## 概要
茅野遺跡は、1989年（平成元年）に圃場整備事業による事前調査で発見された縄文時代後期後半から晩期前半にかけての集落遺跡で、同年7月～12月と、1990年（平成2年）9月～12月に発掘調査された。竪穴建物や配石墓、水場などの集落を構成する遺構や、縄文土器や石器、岩版などのさまざまな遺物が出土したが、特に577点にも及ぶ多量の土製耳飾りが出土したことで注目された。出土した耳飾りには「栓状耳飾り」と呼ばれる円盤ないし円柱形の粘土盤の内側に、様々な文様や立体的装飾を施した華麗なものが多く含まれていた。その他にも信仰や祭祀に関わる遺物が多く、縄文時代の精神世界を解き明かす手がかりを多く残した遺跡として注目され、国の史跡に指定された。また出土品1950点が1992年（平成4年）6月22日に重要文化財に指定された。
1992年（平成4年）に開館した耳飾り館は、茅野遺跡出土の耳飾りや他の出土品を中心として「人と耳飾り」をテーマにさまざまな耳飾りを紹介している。茅野遺跡の重要文化財耳飾りだけでなく、世界中から耳飾りとその情報を収集し、過去から現代に至る耳飾り文化全体についての展示・紹介をする。
体験学習イベントでは、玉やペンダント作りなど、服飾・装身具に関連したものが盛んである。